# Apobletes poenalis
Apobletes poenalis är en skalbaggsart som beskrevs av Lewis 1907. Apobletes poenalis ingår i släktet Apobletes och familjen stumpbaggar. Inga underarter finns listade i Catalogue of Life.